# Strange Magic
Strange Magic (bra: Magia Estranha; prt: Estranha Magia) é um filme de animação musical estadunidense do género de fantasia e comédia lançado em 2015. Dirigido por Gary Rydstrom e produzido pela Lucasfilm, com animação caracterizada pela Lucasfilm Animation Singapore e Industrial Light & Magic. O roteiro foi escrito por Rydstrom, a partir de uma história de George Lucas inspirado no livro Sonho de uma Noite de Verão de William Shakespeare. O elenco é composto por Alan Cumming, Evan Rachel Wood, Kristin Chenoweth, Maya Rudolph e Alfred Molina.

## Sinopse
Uma fábula musical inspirada em Sonho de Uma Noite de Verão. A história de um grupo de duendes, elfos, fadas e diabinhos em suas desventuras para conseguir uma poderosa poção. Embalado por canções pop das últimas seis décadas.

## Elenco
| Personagem                    | Voz original             | Dublador (TV Group) | Dublador (Beck Studios) | Dobragem (PTSDI Media)   |
| ----------------------------- | ------------------------ | ------------------- | ----------------------- | ------------------------ |
| Marianne                      | Evan Rachel Wodd         | Priscila Franco     | Sylvia Salustti         | Sónia Neves              |
| Rei do Pântano/Rei Bog        | Alan Cumming             | Cassius Romero      | Guilherme Briggs        | Nuno Pardal              |
| Fada Açucarada/Fada do Açúcar | Kristin Chenoweth        | Sílvia Suzy         | Maíra Góes              | Maria Camões             |
| Griselda                      | Maya Rudolph             | ???                 | Mariângela Cantú        | Paula Fonseca            |
| Rei das Fadas                 | Alfred Molina            | ???                 | Márcio Simões           | Carlos Vieira de Almeida |
| Sunny                         | Elijah Kelley            | ???                 | Jorge Lucas             | Alexandre Carvalho       |
| Dawn                          | Meredith Anne Bul        | Clarice Espíndola   | Adriana Torres          | Sissi Martins            |
| Roland                        | Sam Palladio             | ???                 | Marcelo Garcia          | Pedro Pernas             |
| Stuff                         | Bob Einsten              | Mauro Castro        | Sérgio Stern            | Rui de Sá                |
| Thang                         | Peter Stormare           | ???                 | Mauro Ramos             | Tiago Retrê              |
| Brutus                        | Kevin Michael Richardson | ???                 | Philippe Maia           |                          |
| Pare                          | Llou Johnson             | ???                 | Luiz Carlos Persy       |                          |
| Fada Cronies                  | Robbie Daymond           | ???                 | Gustavo Pereira         |                          |
| Diabinho/Diabrete             | Brenda Chapman           | ???                 | Fernando Mendonça       |                          |
| Elfo (Fada Açucarada)         | Tony Cox                 | ???                 | ???                     |                          |
| Gus Irritado                  | Gary Rydstrom            | ???                 | ???                     |                          |

| Créditos da dublagem | Brasil                                 | Brasil |
| -------------------- | -------------------------------------- | --- |
| Direção de Dublagem  | Fábio Azevedo (SP)                     | Angélica Borges (RJ) |
| Tradução             | André Bighinzoli (SP)                  | Alice Pereira (RJ) |
| Dublado nos Estúdios | TV Group Digital Brasil (SP)           | Beck Studios (RJ) |
| Mídias               | DVD Download iTunes Telecine On Demand | TV Paga (Telecine Premium) |
| Vozes adicionais     |                                        | Angélica Borges Cafi Balloussier Duda Espinoza Fred Mascarenhas Gustavo Pereira Jéssica Vieira José Augusto Sendim Luiz Carlos Persy Mauro Ramos Nando Sierpe Natali Pazete Raphael Rossatto Reginaldo Primo Sérgio Stern |

## Lançamento
Magia Estranha foi lançado pela Walt Disney Studios Motion Pictures através da Touchstone Pictures em 23 de janeiro de 2015, nos Estados Unidos. Um trailer do filme foi lançado em 21 de novembro de 2014. O filme foi lançado no Brasil para DVD em 3 de setembro de 2015.